# Theodore TY02
Chronologie des modèles (1982)
Theodore TY01 Theodore N183
La Theodore TY02 est une monoplace de Formule 1, conçue par l'ingénieur Tony Southgate, engagée par l'écurie hongkongaise Theodore Racing dans le cadre du championnat du monde de Formule 1 1982. 
La monoplace, propulsée par un moteur V8 Ford-Cosworth DFV atmosphérique, est équipée de pneumatiques Avon, puis Goodyear. Ses pilotes sont successivement l'Irlandais Derek Daly, le Néerlandais Jan Lammers, le Britannique Geoff Lees et l'Irlandais Tommy Byrne.

## Résultats en championnat du monde de Formule 1

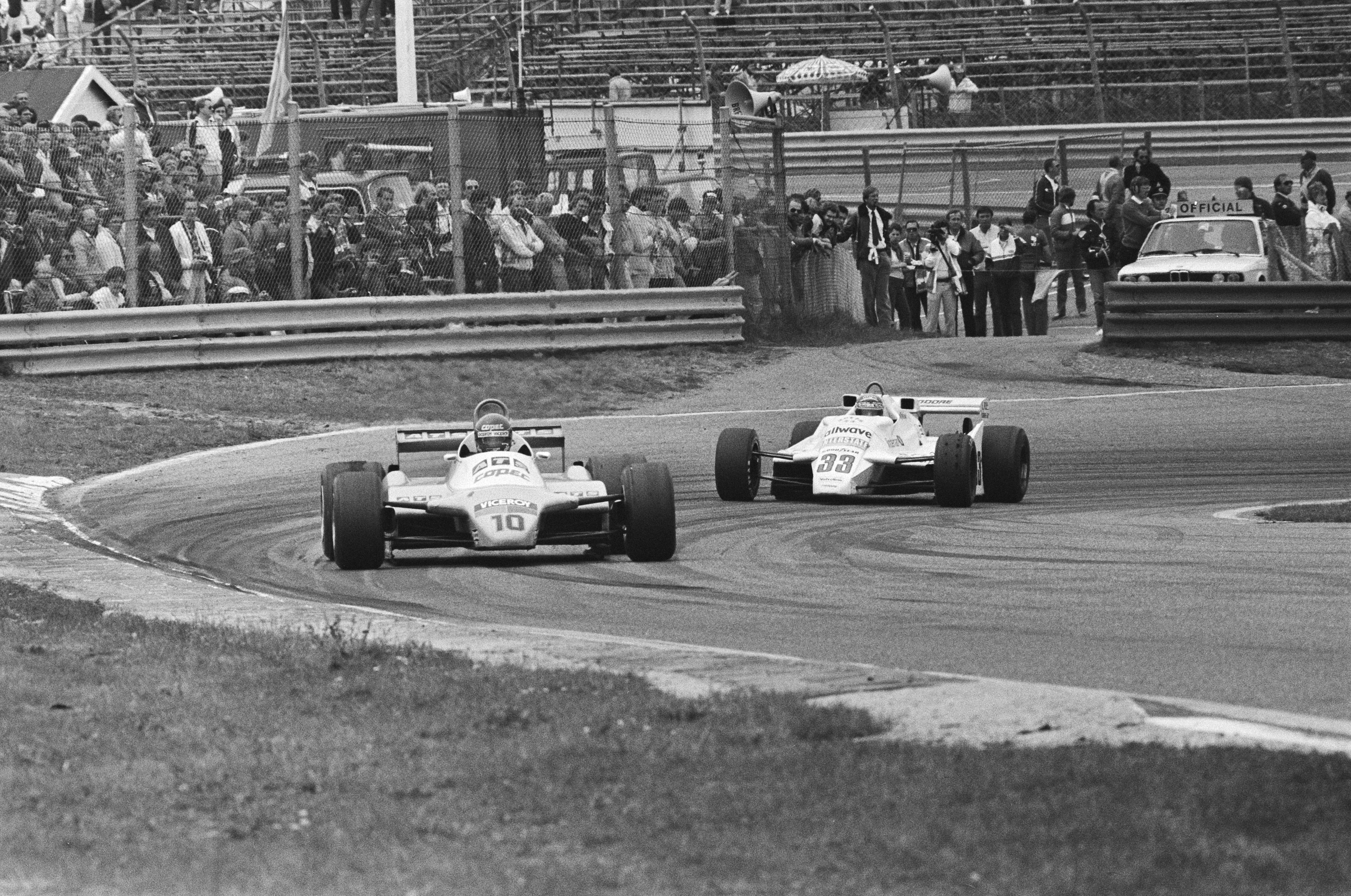
L'ATS D5 d'Eliseo Salazar devant la Theodore TY02 de Jan Lammers sur le circuit de Zandvoort, au Grand Prix des Pays-Bas 1982.

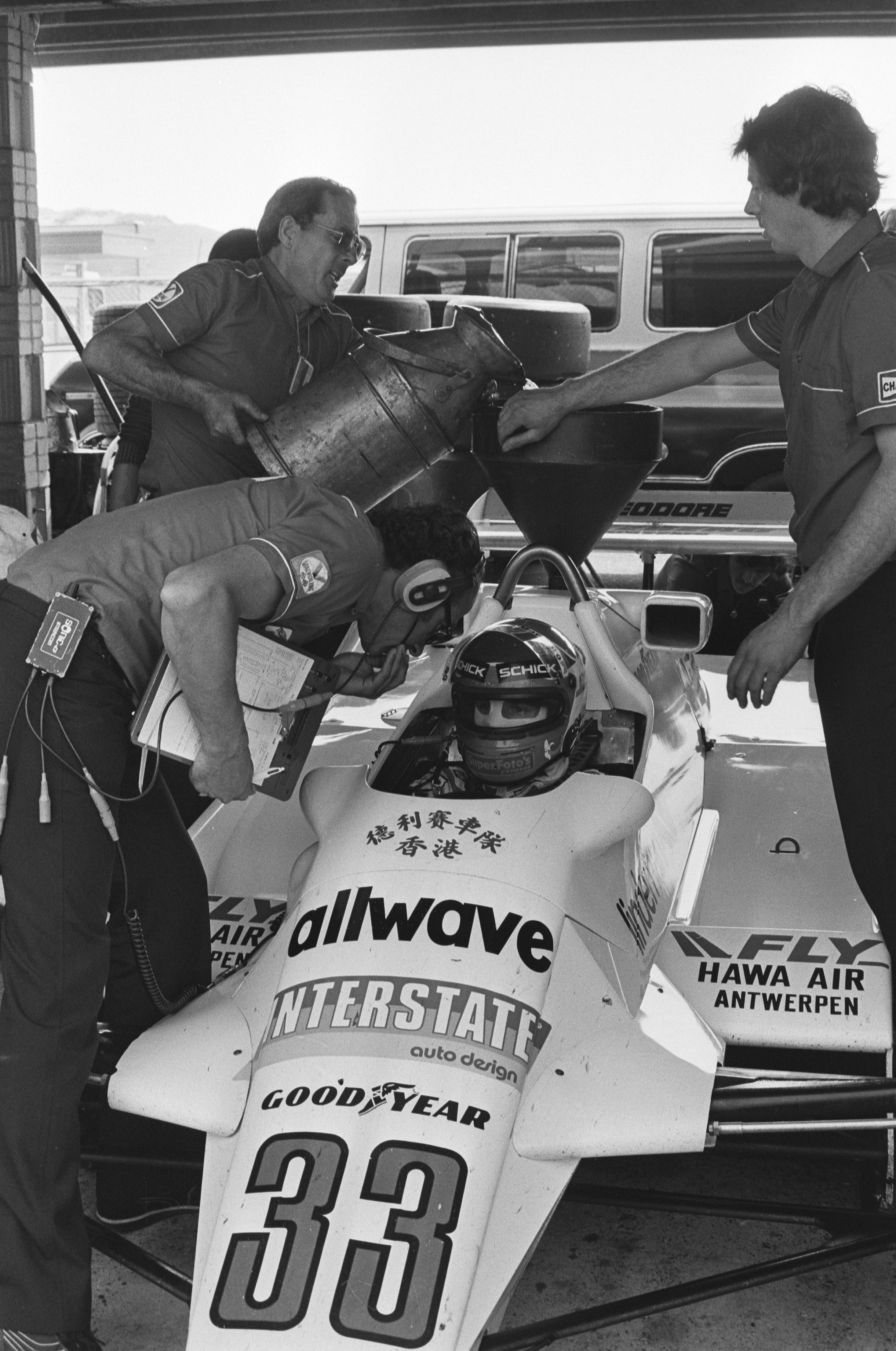
Jan Lammers lors d'une séance d'essais du Grand Prix des Pays-Bas 1982.

| Saison | Écurie               | Moteur               | Pneus         | Pilotes     | Courses | Courses | Courses | Courses | Courses | Courses | Courses | Courses | Courses | Courses | Courses | Courses | Courses | Courses | Courses | Courses | Points inscrits | Classement |
| Saison | Écurie               | Moteur               | Pneus         | Pilotes     | 1       | 2       | 3       | 4       | 5       | 6       | 7       | 8       | 9       | 10      | 11      | 12      | 13      | 14      | 15      | 16      | Points inscrits | Classement |
| ------ | -------------------- | -------------------- | ------------- | ----------- | ------- | ------- | ------- | ------- | ------- | ------- | ------- | ------- | ------- | ------- | ------- | ------- | ------- | ------- | ------- | ------- | --------------- | ---------- |
| 1982   | Theodore Racing Team | Ford Cosworth DFV V8 | Avon Goodyear |             | AFS     | BRÉ     | EUO     | SMR     | BEL     | MON     | EUE     | CAN     | P-B     | GBR     | FRA     | ALL     | AUT     | SUI     | ITA     | LVE     | 0               | 18e        |
| 1982   | Theodore Racing Team | Ford Cosworth DFV V8 | Avon Goodyear | Derek Daly  |         | Abd.    | Abd.    |         |         |         |         |         |         |         |         |         |         |         |         |         | 0               | 18e        |
| 1982   | Theodore Racing Team | Ford Cosworth DFV V8 | Avon Goodyear | Jan Lammers |         |         |         |         | Nq      | Nq      | Nq      |         | Abd.    | Nq      | Nq      |         |         |         |         |         | 0               | 18e        |
| 1982   | Theodore Racing Team | Ford Cosworth DFV V8 | Avon Goodyear | Geoff Lees  |         |         |         |         |         |         |         | Abd.    |         |         |         |         |         |         |         |         | 0               | 18e        |
| 1982   | Theodore Racing Team | Ford Cosworth DFV V8 | Avon Goodyear | Tommy Byrne |         |         |         |         |         |         |         |         |         |         |         | Nq      | Abd.    | Nq      | Nq      | Abd.    | 0               | 18e        |

Légende : ici 